# Roztoki (województwo kujawsko-pomorskie)
Roztoki – wieś w Polsce położona w województwie kujawsko-pomorskim, w powiecie sępoleńskim, w gminie Sośno.
W latach 1975–1998 miejscowość położona była w województwie bydgoskim. Według Narodowego Spisu Powszechnego (III 2011 r.) liczyła 116 mieszkańców. Jest piętnastą co do wielkości miejscowością gminy Sośno.